# Concilio de Septimania (589)
El Concilio de Narbona tuvo lugar en noviembre de 589 y fue convocado por el rey de los visigodos, Recaredo, en la parte de la Galia que aún se encontraba bajo dominio visigodo: Septimania.

## Historia
Allí reunió a los obispos de Narbona (capital de Septimania), Carcasona, Elna, Maguelone, Agda, Béziers, Lodève y Nimes. Se decidió primero ejecutar los decretos del III Concilio de Toledo, celebrado en mayo del mismo año. Luego se redactaron quince cánones para regular la disciplina eclesiástica. Uno de ellos estipulaba en particular que los diáconos y los presbíteros debían saber leer.
El Concilio de Narbona intentó erradicar el paganismo persistente y prohibió que el jueves se celebrara como día dedicado a Júpiter. Por un canon del Concilio de Narbona, además de la pena de excomunión, se impuso una multa de seis céntimos de oro a todos aquellos que se atrevieran a consultar a adivinos y hechiceros.
Dos cánones de este concilio nos dicen que había cinco pueblos distintos habitando Septimania en esta época: los visigodos, nombrados en primer lugar porque eran la nación dominante, los galorromanos, los judíos, los sirios y los griegos. Estos dos últimos pueblos eran sin duda solo comerciantes del Levante, cuyo comercio, entonces muy floreciente en varias ciudades galas, especialmente en las de Narbona y Agda, los atraían.